# Campionati europei di canoa slalom 2021
I Campionati europei di canoa slalom 2021 (ufficialmente 2021 European Canoe Slalom Championships) sono stati la 22ª edizione della competizione continentale. Si sono svolti dal 6 al 9 maggio 2021 presso lo Stadio della Canoa di Ivrea in Italia.

## Podi

### Uomini
| Evento               | Oro                                                         | Punti | Argento                                                    | Punti | Bronzo                                                            | Punti |
| Canoa C-1            | Denis Gargaud Chanut (FRA)                                  | 87.55 | Matej Beňuš (SVK)                                          | 88.65 | Sideris Tasiadis (DEU)                                            | 89.47 |
| Canoa C-1 a squadre  | Slovacchia Alexander Slafkovský Michal Martikán Matej Beňuš | 91.86 | Italia Roberto Colazingari Raffaello Ivaldi Flavio Micozzi | 96.01 | Slovenia Benjamin Savšek Luka Božič Nejc Polenčič                 | 99.38 |
| Kayak K-1            | Vít Přindiš (CZE)                                           | 81.90 | Giovanni De Gennaro (ITA)                                  | 82.65 | Peter Kauzer (SLO)                                                | 82.92 |
| Kayak K-1 a squadre  | Rep. Ceca Jiří Prskavec Vavřinec Hradilek Vít Přindiš       | 88.54 | Germania Hannes Aigner Tim Maxeiner Stefan Hengst          | 90.16 | Gran Bretagna Bradley Forbes-Cryans Joe Clarke Christopher Bowers | 90.85 |
| Extreme Canoe Slalom | Vít Přindiš (CZE)                                           |       | Dimitri Marx (SUI)                                         |       | Joe Clarke (GBR)                                                  |       |

### Donne
| Evento               | Oro                                                         | Punti  | Argento                                                       | Punti  | Bronzo                                                                 | Punti  |
| Canoa C-1            | Miren Lazkano (ESP)                                         | 102.15 | Tereza Fišerová (CZE)                                         | 102.51 | Elena Apel (DEU)                                                       | 104.01 |
| Canoa C-1 a squadre  | Slovacchia Simona Glejteková Zuzana Paňková Monika Škáchová | 112.22 | Gran Bretagna Kimberley Woods Mallory Franklin Sophie Ogilvie | 116.51 | Francia Marjorie Delassus Lucie Prioux Angèle Hug                      | 122.58 |
| Kayak K-1            | Corinna Kuhnle (AUT)                                        | 91.42  | Eva Terčelj (SLO)                                             | 91.89  | Ricarda Funk (DEU)                                                     | 95.34  |
| Kayak K-1 a squadre  | Gran Bretagna Kimberley Woods Fiona Pennie Mallory Franklin | 105.79 | Austria Corinna Kuhnle Antonia Oschmautz Viktoria Wolffhardt  | 107.98 | Rep. Ceca Kateřina Minařík Kudějová Veronika Vojtová Antonie Galušková | 111.60 |
| Extreme Canoe Slalom | Kateřina Minařík Kudějová (CZE)                             |        | Corinna Kuhnle (AUT)                                          |        | Veronika Vojtová (CZE)                                                 |        |

## Medagliere
| Pos.   | Paese         | Oro | Argento | Bronzo | Totale |
| ------ | ------------- | --- | ------- | ------ | ------ |
| 1      | Rep. Ceca     | 4   | 1       | 2      | 7      |
| 2      | Slovacchia    | 2   | 1       | 0      | 3      |
| 3      | Austria       | 1   | 2       | 0      | 3      |
| 4      | Gran Bretagna | 1   | 1       | 2      | 4      |
| 5      | Francia       | 1   | 0       | 1      | 2      |
| 6      | Spagna        | 1   | 0       | 0      | 1      |
| 7      | Italia        | 0   | 2       | 0      | 2      |
| 8      | Germania      | 0   | 1       | 3      | 4      |
| 9      | Slovenia      | 0   | 1       | 2      | 3      |
| 10     | Svizzera      | 0   | 1       | 0      | 1      |
| Totale | Totale        | 10  | 10      | 10     | 30     |